# 岩見雅紀
岩見 雅紀（いわみ まさき、1994年7月10日 - ）は、滋賀県大津市出身の元プロ野球選手（外野手、内野手）。右投右打。2022年のみ登録名を岩見 政暉（読み同じ）としていた。現在は東北楽天ゴールデンイーグルスでスカウトを務める。

## 経歴

### プロ入り前
大津市立仰木小学校2年時に仰木スポーツ少年団で軟式野球を始めると、6年時に一塁手として全日本学童大会に出場。チームをベスト16に導いた。
卒業後に中高一貫校の比叡山中学校・高等学校へ進学。中学校時代には、軟式野球部の外野手兼投手として、2年時に滋賀県大会で優勝を経て近畿大会に出場した。内部進学した高校では硬式野球部へ入部。投手として入部したが、1年時秋からのベンチ入りを経て、2年時の春から外野のレギュラーに定着した。在学中には、対外試合に通算で47本塁打を放ったものの、甲子園球場の全国大会と縁がなかった。
実父が消防士であったことから、高校3年時の夏までは、自身も消防士を志望。NPB入りを目標に大学で野球を続ける意向を固めたのは、高校最後の公式戦（全国高等学校野球選手権滋賀大会）を準々決勝で終えた直後（2012年の7月下旬）であった。この時期にはいわゆる「スポーツ推薦」枠を設けている大学が推薦の受付をほぼ終了しているため、書類選考と面接試験だけで受験者の合否を判定するAO入試での慶應義塾大学入学を目標に設定、2度にわたって受験したが、いずれも不合格だった。後に佛教大学（京滋大学野球リーグ加盟校）と大阪体育大学（阪神大学野球リーグ加盟校）の一般入学試験に合格したが、「東京六大学野球リーグが夢（NPB入り）の近道」という決意の下に入学を辞退。卒業後は、慶應大学への入学を目標に浪人生活に入り、翌2013年には総合政策学部のAO入試に合格した。
大学入学後は、ラグビー部やアメリカンフットボール部からも入部を誘われたが、高校3年夏からの志望通りに野球部へ入部。浪人生活中に週2日のペースで半日だけ自主練習を続けていた程度であったため、入部当初は、学業や居酒屋でのアルバイトと並行しながら野球部の練習に参加していた。東京六大学野球のリーグ戦には2年時の春季から出場。秋季の対法政大学戦で、リーグ戦初安打を滞空時間の長い本塁打（代打による2者連続本塁打の1本目）で記録した。3年時からはレギュラーに定着。3年秋の明治神宮外苑創建90年記念奉納試合には東京六大学野球選抜チーム、4年時の第29回ユニバーシアード競技大会には野球日本代表チームの一員として出場している。4年時（2017年）の秋季リーグでは、リーグ史上初の5試合連続本塁打を記録するなど本塁打を量産。NPBドラフト会議開催直前（10月17日）の対立教大学2回戦第1打席で、リーグ新記録の年間12本塁打をシーズン7本目の本塁打で記録。チームも7季振り（通算35回目）のリーグ優勝を果たした。この本塁打がリーグ戦最後の本塁打になったが、1シーズンにおける本塁打数の歴代最多タイ記録を樹立し、通算の本塁打数も21本（高橋由伸・田淵幸一に次ぐ歴代3位）にまで達した。在学時には「慶大のバレンティン」「慶大のエルドレッド」という異名が付いた。

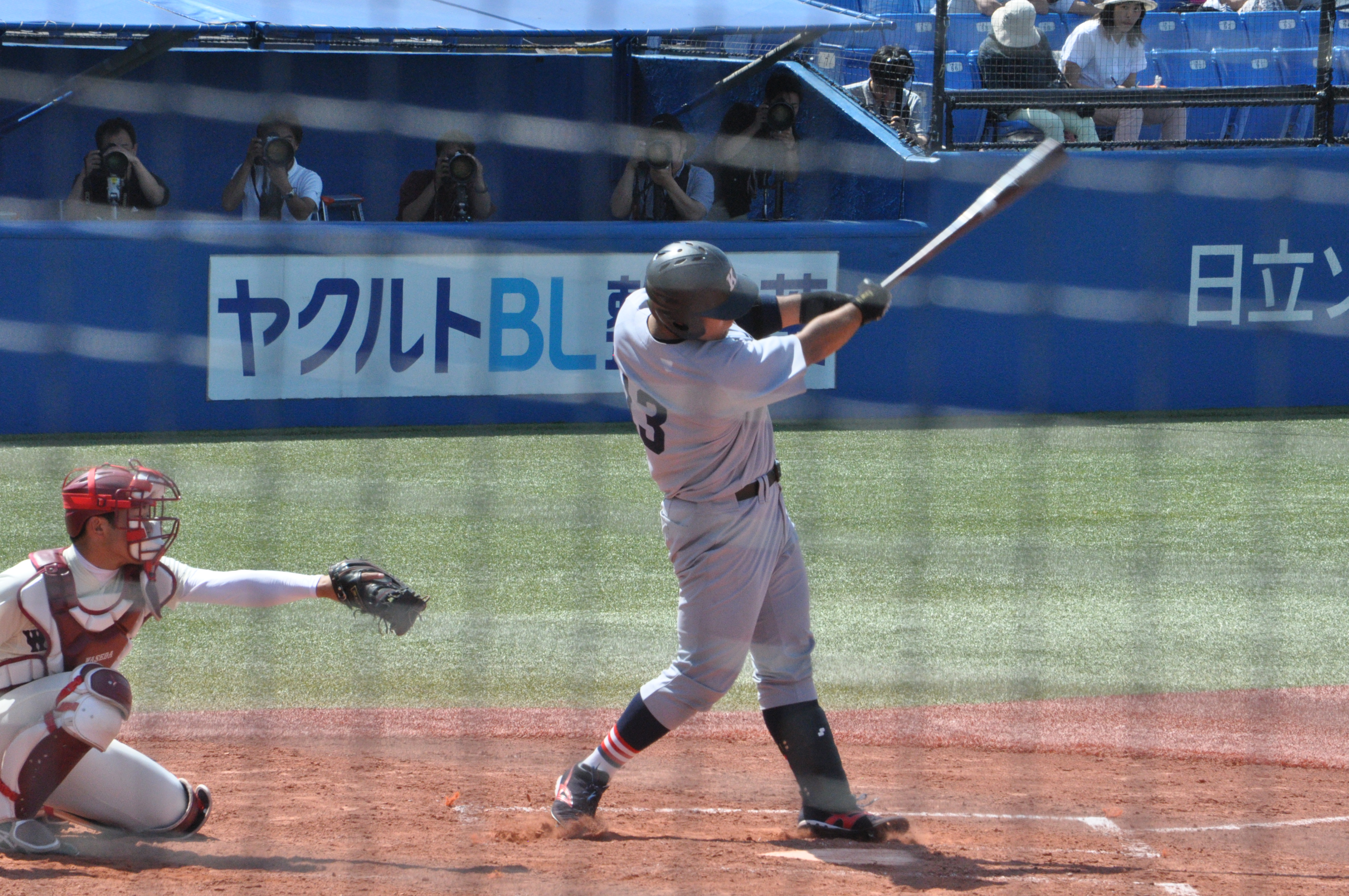
慶應義塾大学時代（2017年5月29日）

ドラフト会議で東北楽天ゴールデンイーグルスから2巡目で指名。契約金7000万円、年俸1200万円（金額は推定）という条件で入団した。入団当初の背番号は13。

### 楽天時代
2018年、同期入団の新人選手から、近藤弘樹・山﨑剛・渡邊佑樹・寺岡寛治と共に、春季キャンプを一軍で迎えることが内定していた。実際には、キャンプの開始前日（1月31日）に発熱した影響で、春季キャンプからレギュラーシーズンの序盤まで二軍で調整。イースタン・リーグの公式戦では、開幕から4月下旬までに26試合の出場で、リーグトップの打率.365、4本塁打を記録。新人ながら、3・4月度のリーグ月間MVPを受賞した。5月18日の対北海道日本ハムファイターズ戦（札幌ドーム）9回表に、代打で一軍公式戦にデビュー。以降も4試合に出場したが、通算9打数無安打（6三振）という成績で、5月24日に出場選手登録を抹消された。抹消後には、7月12日のフレッシュオールスターゲーム（はるか夢球場）にイースタン・リーグ選抜チームの「6番・左翼手」としてフル出場を果たしたが、3打席連続三振などで4打数ノーヒットに終わった。同リーグの公式戦には、113試合へ出場し規定打席へ到達。チームトップ（リーグ3位）の14本塁打、リーグ4位の打率.284を記録した。後半戦に一軍へ再び昇格したが、一軍公式戦では通算12試合の出場で24打数ノーヒット（14三振）に終わり、シーズン終了後には推定年俸1150万円（前年から50万円減）という条件で契約を更改した。
2019年、春季キャンプから二軍生活に終始。イースタン・リーグの公式戦でも、67試合の出場で打率.234、6本塁打という成績にとどまった。シーズン終了後には、背番号を38に変更、推定年俸920万円（前年から230万円減）という厳しい条件で契約を更改した。
2020年、春季キャンプからレギュラーシーズンの前半戦まで二軍で調整。イースタン・リーグの公式戦では、開幕から9月上旬までに35試合に出場すると、打率.325、7本塁打という好成績を残していた。9月8日付で、2シーズンぶりに出場選手登録。10日の対福岡ソフトバンクホークス戦（楽天生命パーク）に「7番・指名打者」としてスタメンに起用されると、2回裏の第1打席で、一軍公式戦通算26打席目で初安打を東浜巨からのソロ本塁打で記録した。一軍公式戦では、通算で16試合に出場し、打率は.216だった。シーズン終了後の12月10日に、推定年俸950万円（前年から30万円増）という条件で契約を更改した。
2021年、一軍では4試合に出場し、7打数1安打に終わった。オフの11月26日に200万円減となる推定年俸750万円で契約を更改した。11月29日に、右肘関節クリーニング手術を受けた。12月20日には、登録名を岩見政暉（読みは同じ）に変更することが発表された。
2022年、一軍出場は4月下旬の3試合に終わり、シーズン終了後の10月22日に戦力外通告を受けた。11月8日に楽天生命パークで行われた12球団合同トライアウトに参加。守備でファインプレーを見せるも無安打に終わった。「悔しいです。5年間は一瞬でした。ただ、自分自身まだできると思ったから、ここにいます。もし、ほかにいろんな職業の選択肢があるとしても、僕は野球がやりたい。僕は野球が好きなんだと改めて思えました」と感想を述べた。

### 引退後
2023年1月19日、現役を引退し、楽天のアマスカウトへの就任が発表された。担当地区は中国四国地区。
2024年10月24日、2024年度新人選手選択会議(プロ野球ドラフト会議 supported by リポビタンD)では3人の担当選手(2位德山一翔、3位中込陽翔、4位江原雅裕)が指名された。

## 選手としての特徴
身長187cm・体重108kgの恵まれた体格と、学生時代にベンチプレスで150kg・スクワットで200kgのバーベルを上げたほど高い身体能力の持ち主。慶応大学野球部への在籍中には、日吉（下田）グラウンドでのフリー打撃中にレフト方向の場外へ打球を飛ばしていたため、同部ではレフト側にネット（通称「岩見ネット」）を増設した。このグラウンドには、高橋の在学中に設けられた「由伸ネット」がライト側に残されているが、「岩見ネット」は「由伸ネット」より3m高い。
楽天への入団後は、1年目に一軍公式戦での通算成績が24打数ノーヒットに終わったことから、「永遠の0」と一部で揶揄されていたことを本人が告白している。一軍での出番がなかった2年目のシーズン終了後から、中村剛也モデルのバット（重量900g）を練習で使用している。

## 人物
高校卒業後に慶應義塾大学への入学に向けて浪人生活を送ることをめぐっては、前述したように佛教大学と大阪体育大学の入学試験へ合格していたため、「試合に出られずブランクができる浪人はしんどいので、現役で大学に入って野球を続ける方が良い」との理由で両親から猛反対に遭った。それでも意志を曲げなかったため、結局は両親も匙を投げたという。
憧れの選手はアレックス・ロドリゲス。慶応大学野球部への在籍中には、2年時まで背番号「36」を付けていたが、3年時からロドリゲスの現役時代と同じ「13」に変更した。楽天への入団後も背番号「13」を着用していたが、自身の不振やチーム事情などから、わずか2年で「38」への変更を余儀なくされた。
大学での卒業論文のテーマは、「マウスピースが及ぼすプレーへの影響」。
学生野球最後の試合であった2017年の第48回明治神宮野球大会・大学の部2回戦（1-5で環太平洋大学に敗退）の終了後には、会場の明治神宮野球場を出たところでファンに囲まれたため、1時間半以上にわたって1人残らずサインの求めに応じた。

## 詳細情報

### 年度別打撃成績
| 年 度     | 球 団     | 試 合 | 打 席 | 打 数 | 得 点 | 安 打 | 二 塁 打 | 三 塁 打 | 本 塁 打 | 塁 打 | 打 点 | 盗 塁 | 盗 塁 死 | 犠 打 | 犠 飛 | 四 球 | 敬 遠 | 死 球 | 三 振 | 併 殺 打 | 打 率 | 出 塁 率 | 長 打 率 | O P S |
| --------- | --------- | ----- | ----- | ----- | ----- | ----- | -------- | -------- | -------- | ----- | ----- | ----- | -------- | ----- | ----- | ----- | ----- | ----- | ----- | -------- | ----- | -------- | -------- | ----- |
| 2018      | 楽天      | 12    | 24    | 24    | 0     | 0     | 0        | 0        | 0        | 0     | 0     | 0     | 0        | 0     | 0     | 0     | 0     | 0     | 14    | 2        | .000  | .000     | .000     | .000  |
| 2020      | 楽天      | 16    | 38    | 37    | 2     | 8     | 1        | 1        | 1        | 14    | 4     | 0     | 0        | 0     | 0     | 1     | 0     | 0     | 11    | 2        | .216  | .237     | .378     | .615  |
| 2021      | 楽天      | 4     | 8     | 7     | 1     | 1     | 1        | 0        | 0        | 2     | 0     | 0     | 0        | 0     | 0     | 1     | 0     | 0     | 3     | 0        | .143  | .250     | .286     | .536  |
| 2022      | 楽天      | 3     | 7     | 7     | 1     | 2     | 1        | 0        | 0        | 3     | 0     | 0     | 0        | 0     | 0     | 0     | 0     | 0     | 3     | 0        | .286  | .286     | .429     | .714  |
| 通算：4年 | 通算：4年 | 35    | 77    | 75    | 4     | 11    | 3        | 1        | 1        | 19    | 4     | 0     | 0        | 0     | 0     | 2     | 0     | 0     | 31    | 4        | .147  | .169     | .253     | .422  |

### 年度別守備成績
| 年 度 | 球 団 | 一塁  | 一塁  | 一塁  | 一塁  | 一塁  | 一塁     | 外野  | 外野  | 外野  | 外野  | 外野  | 外野     |
| 年 度 | 球 団 | 試 合 | 刺 殺 | 補 殺 | 失 策 | 併 殺 | 守 備 率 | 試 合 | 刺 殺 | 補 殺 | 失 策 | 併 殺 | 守 備 率 |
| ----- | ----- | ----- | ----- | ----- | ----- | ----- | -------- | ----- | ----- | ----- | ----- | ----- | -------- |
| 2018  | 楽天  | -     | -     | -     | -     | -     | -        | 5     | 8     | 0     | 0     | 0     | 1.000    |
| 2020  | 楽天  | 5     | 23    | 6     | 1     | 1     | .967     | -     | -     | -     | -     | -     | -        |
| 通算  | 通算  | 5     | 23    | 6     | 1     | 1     | .967     | 5     | 8     | 0     | 0     | 0     | 1.000    |

### 記録
初記録
- 初出場：2018年5月18日、対北海道日本ハムファイターズ6回戦（札幌ドーム）、9回表に島井寛仁の代打で出場
- 初打席：同上、9回表に公文克彦から空振り三振
- 初先発出場：2018年5月20日、対北海道日本ハムファイターズ8回戦（札幌ドーム）、「7番・左翼手」で先発出場
- 初安打・初本塁打・初打点：2020年9月10日、対福岡ソフトバンクホークス15回戦（楽天生命パーク宮城）、東浜巨から左越ソロ

### 背番号
- 13（2018年 - 2019年）
- 38（2020年 - 2022年）

### 登録名
- 岩見 雅紀（いわみ まさき、2018年 - 2021年）
- 岩見 政暉（いわみ まさき、2022年）